# Albert Küchler
Albert Küchler (Kopenhagen, 2 mei 1803 – Rome, 16 februari 1886) was een Deens schilder.

## Leven en werk
Albert Küchler was een zoon van schrijnwerker Christian Küchler en Mette Cathrine Andreasdatter Terkelsen. Hij werkte aanvankelijk bij zijn vader in de werkplaats. Hoewel Küchler sr. niet achter de artistieke ambities van zijn zoon stond, mocht hij zich in 1816 inschrijven bij de Koninklijke Deense Kunstacademie. Hij was een leerling van Christoffer Wilhelm Eckersberg en won in de loop der jaren diverse medailles. In 1829 won hij de grote gouden academiemedaille. Het jaar erop trok Küchler naar Rome.

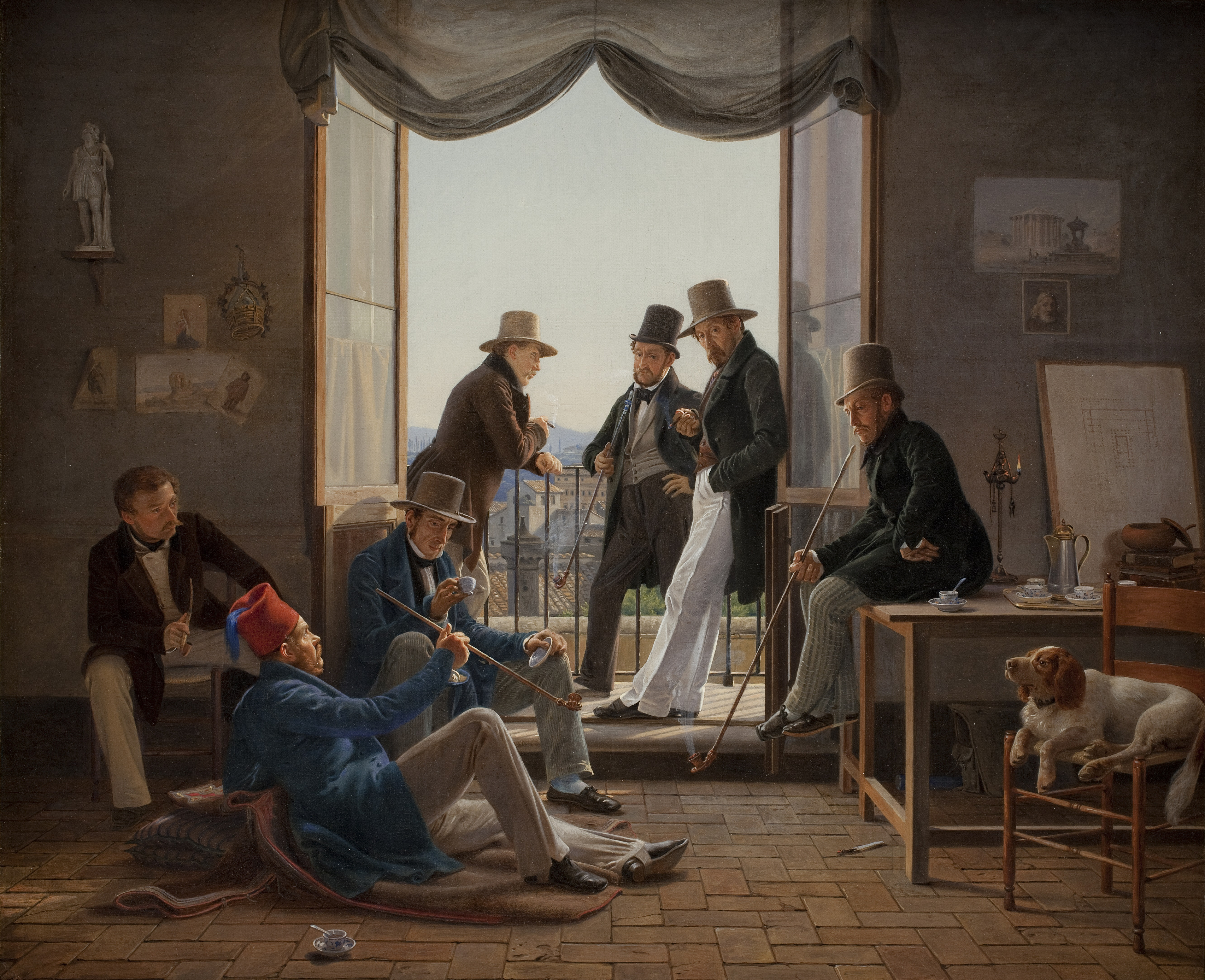
Deense kunstenaars in Rome (1837), door C. Hansen. Van links naar rechts: Constantin Hansen, Thorvald Bindesbøll, Martinus Rørbye, Wilhelm Marstrand, Albert Küchler, Ditlev Blunck en Jørgen Sonne.

In Rome was Küchler betrokken bij de kolonie van Deense en Scandinavische kunstenaars, onder wie  Bertel Thorvaldsen, Constantin Hansen, Martinus Rørbye, Wilhelm Marstrand, Ditlev Blunck en Jørgen Sonne. Hij figureerde op schilderijen van Hansen en Blunck en portretteerde op zijn beurt Hans Christian Andersen bij diens bezoek aan Rome in 1833-1834. Behalve portretten maakte Küchler vooral genrevoorstellingen. Hij was naast zijn schilderwerk bibliothecaris van de Deense bibliotheek in Rome (1833-1840) en in 1843 medeoprichter van een steunfonds voor Scandinavische kunstenaars.
Franciscaan
Contacten met de Nazareners, een genootschap van Duitse schilders, beïnvloedde niet alleen Küchlers werk, maar leidden er ook toe dat hij zich in 1844 bekeerde tot het katholicisme. In 1851 trad hij als broeder Pietro di Sante Pio toe tot de Franciscanen. Hij woonde drie jaar (1852-1855) in het Sint-Jozefklooster in Neustadt (Silezië) en nam vervolgens zijn intrek in het klooster San Bonaventure op de Palatijn in Rome. Hij kreeg toestemming van de paus om door te gaan met zijn schilderwerk. Hij schilderde religieuze voorstellingen en altaarstukken en werkte in opdracht ook als kopiist van werk van Rafaël en Perugino.
In 1877 werd Küchler lid van de koninklijke academie in Kopenhagen, hij ontving bovendien een pensioen vanuit Denemarken. Er hangt werk van hem in diverse musea en in Deense kerken in onder andere Ballerup, Esbønderup en Toreby. Hij overleed in 1886, op 82-jarige leeftijd, en werd bijgezet op de begraafplaats Campo Santo dei Teutonici e dei Fiamminghi.

## Werken (selectie)

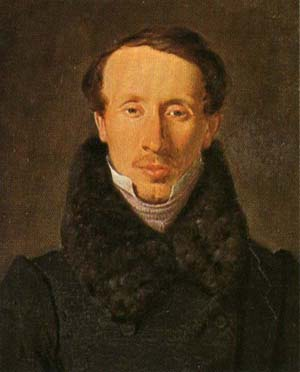
Hans Christian Andersen (1834)
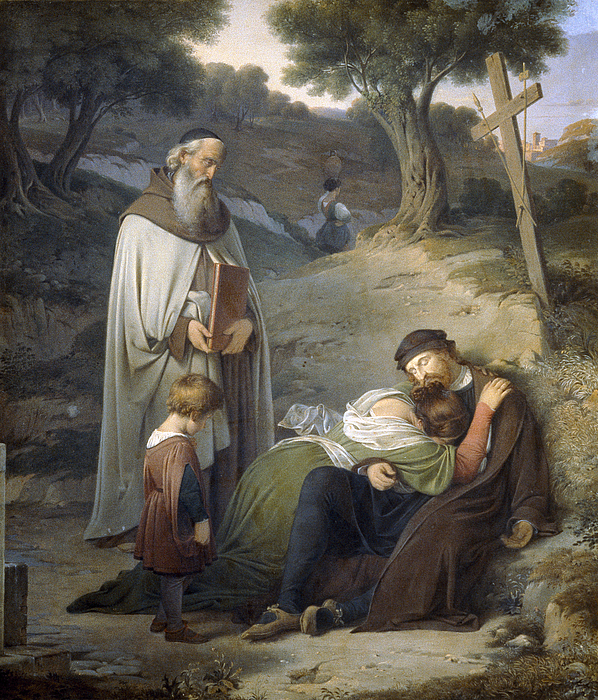
De dood van Correggio (1834)
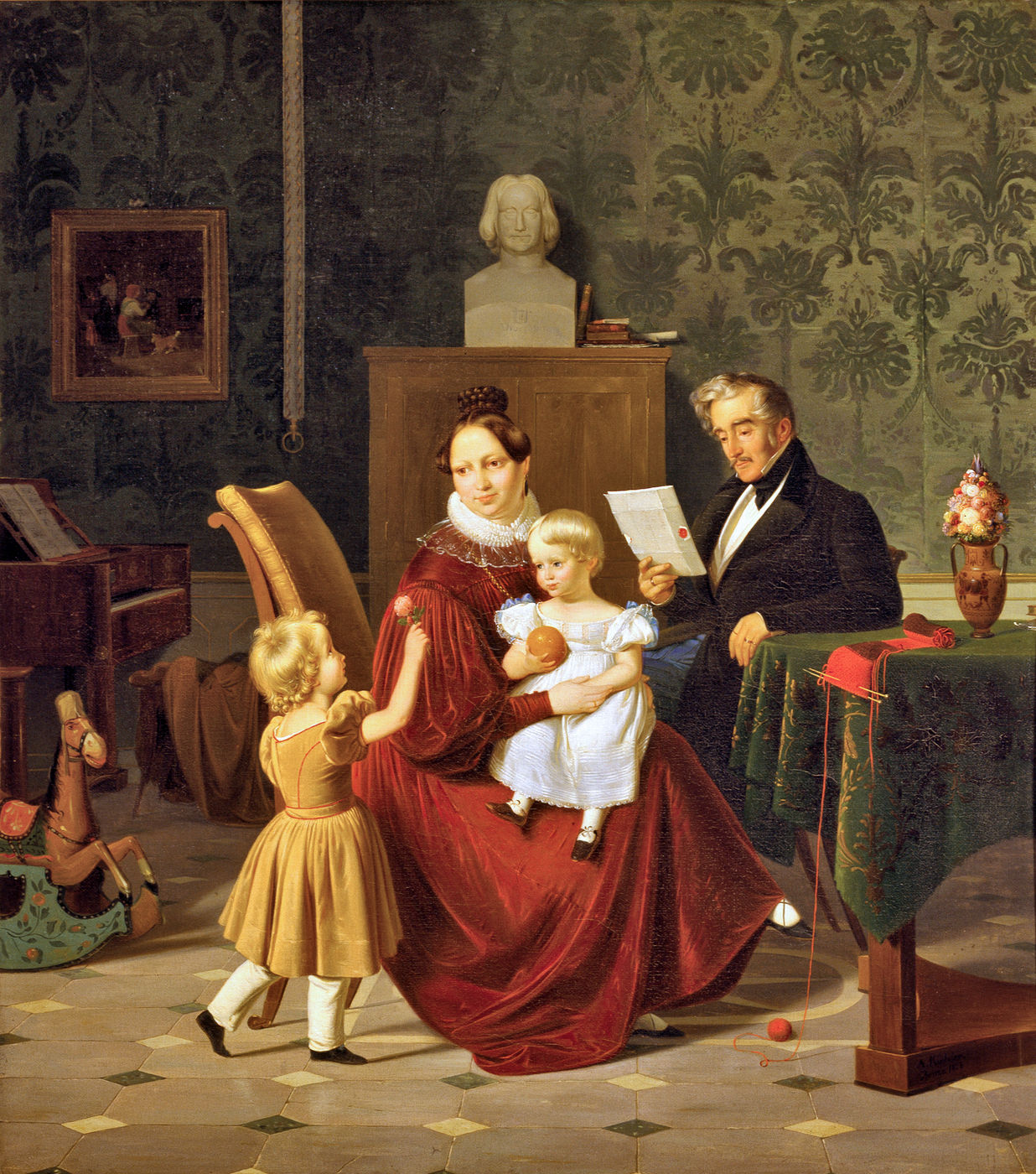
De familie Paulsen (1838)
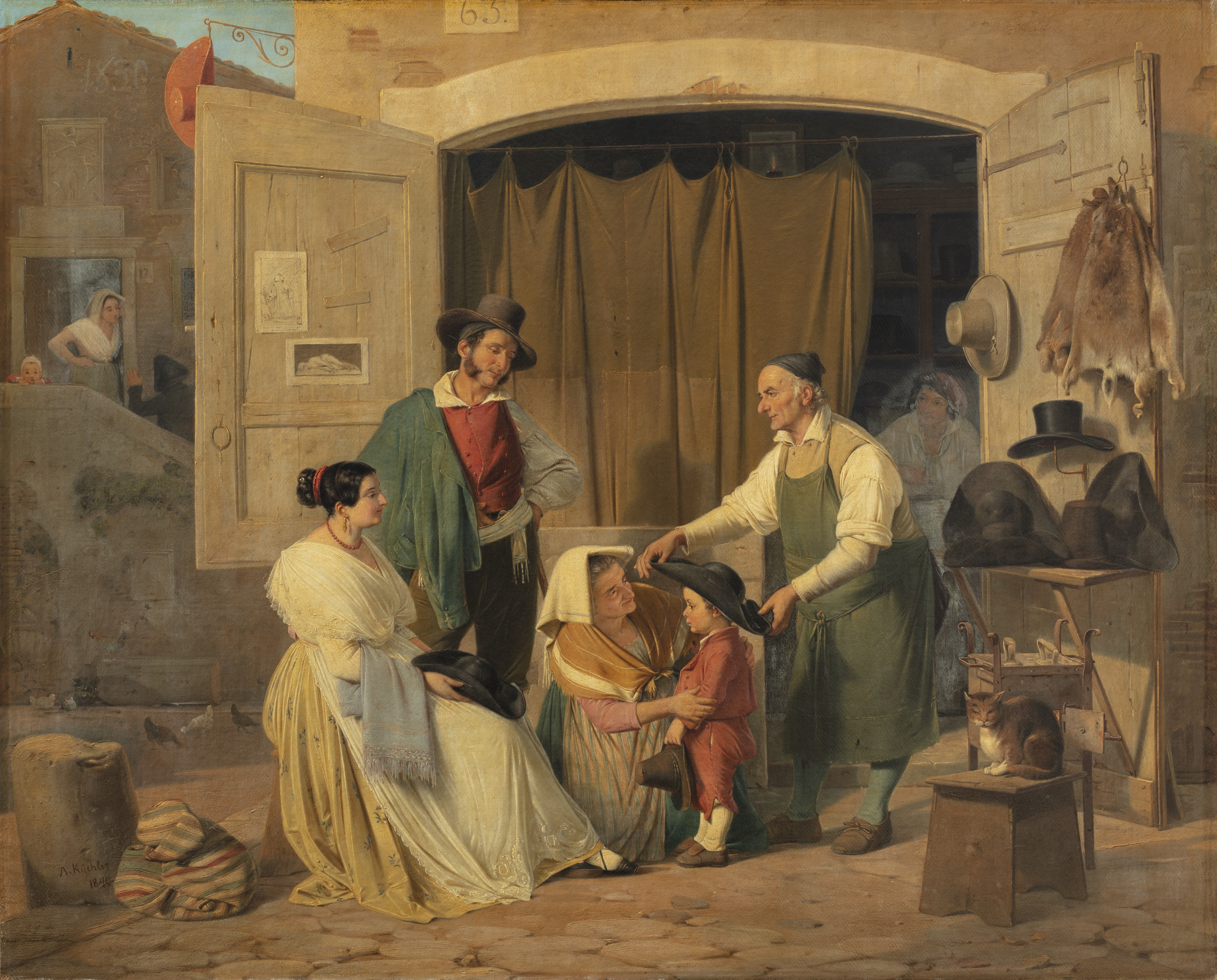
Romeinse boeren kopen een hoed voor hun zoontje (1840)